# HMS Gurkha (1941)
Het Britse oorlogsschip HMS Gurkha was een torpedobootjager uit de Tweede Wereldoorlog.
Het schip voerde (F63/G63) als rompnummer en maakte deel uit van de L en M klasse torpedobootjagers van de Royal Navy. De oorspronkelijke naam was Larne. Toen de vorige HMS Gurkha in april 1940 in de Noorse fjorden tot zinken werd gebracht, besloten de Gurkha's van het Britse leger een financiële bijdrage te leveren aan de bouw van een nieuw schip. De Larne werd nog voor de tewaterlating van een nieuwe naam voorzien. Het schip werd op 8 juli 1940 gedoopt door Mary Churchill, dochter van de Britse premier. Op 18 februari 1941 werd het schip overgedragen en kon het deelnemen aan de strijd tegen Duitsland en Italië.
De Gurkha kwam in actie bij de Lofoten en het begeleidde konvooien naar Malta. Het begeleiden van konvooien was een van de zwaarste en gevaarlijkste taken tijdens de Tweede Wereldoorlog. De Gurkha bracht hierbij de Italiaanse onderzeeboot Adua tot zinken.
Samen met de Nederlandse torpedobootjager Hr. Ms. Isaac Sweers (commandant: Willem Harmsen) begeleidde de Gurkha in januari 1942 het belangrijke geallieerde konvooi MW 8B naar Malta. Tijdens deze missie werd HMS Gurkha op 12 januari 1942 voor de kust van Sidi Barrani getorpedeerd door de Duitse onderzeeboot U-133. De bemanning van de Isaac Sweers slaagde erin de Gurkha uit de brandende olie te slepen en alle 240 drenkelingen te redden. Het Britse schip zonk na 90 minuten. De Isaac Sweers zette de Britse bemanning aan land bij Tobroek en maakte snel vaart zodat het zich op 18 januari weer bij het konvooi kon voegen en de haven van Valletta veilig wist te bereiken.